# Johan Frederik Carøe (handelsmand)
 Der er flere personer med dette navn, se Johan Frederik Carøe.
Johan Frederik Carøe (født 3. august 1817 i Horsens, død 27. december 1893 i København) var en dansk handelsmand, bror til Christian Frederik Carøe.
Hans fader, Hans Frederik Carøe (død 1852), da borgmester og byfoged i Horsens, var en søn af etatsråd og borgmester sammesteds Nicolai Christian Carøe (død 1833), en broder til Johan Frederik Carøe fra Randers; moderen hed Helene f. Kruuse. Efter i 3 år at have været beskæftiget ved en korn- og kolonialforretning i Vejle, dernæst i Aabenraa og Kiel de næste 7 år, etablerede Carøe sig 1843 i København som grosserer. I sin lange handelsvirksomhed har han på forskellig måde med held bidraget til at bringe vor kornhandel i højde med den øvrige verdens. Ved hans initiativ blev således overgangen fra tøndemål til autoriseret vejning og rationel vægtbestemmelse endelig gennemført, og som medlem af Grosserer-Societetets komité (1863-83) fandt han en kærkommen lejlighed til at yde et væsentligt bidrag til etableringen af faste slutsedler og oprettelsen af et voldgifts- og bedømmelsesudvalg for kornhandelen. Også på anden måde har han virket til landets vel, således ved sin deltagelse i krigsskadeserstatnings-kommissionen, hvoraf han 1865 blev kongevalgt medlem. I 1873 var han endelig medstifter af Handelsbanken, hvortil han siden var knyttet som medlem af bestyrelsesrådet. I 1861 indvalgtes han i Nationalbankens repræsentantskab, i 1867 i Sø- og Handelsretten. Carøe blev 1866 udnævnt til etatsråd, 1869 til Ridder af Dannebrog, 1885 til Dannebrogsmand og 1893 til Kommandør af 1. grad. Han døde 1893.
21. september 1849 ægtede han Caroline Marie Thiesen (20. oktober 1820 – 5. september 1865), datter af hospitalsforstander Thiesen i Kolding.
Han er begravet på Garnisons Kirkegård.
Han er portrætteret posthumt på P.S. Krøyers Fra Kjøbenhavns Børs (1895).